# Selina Herrero

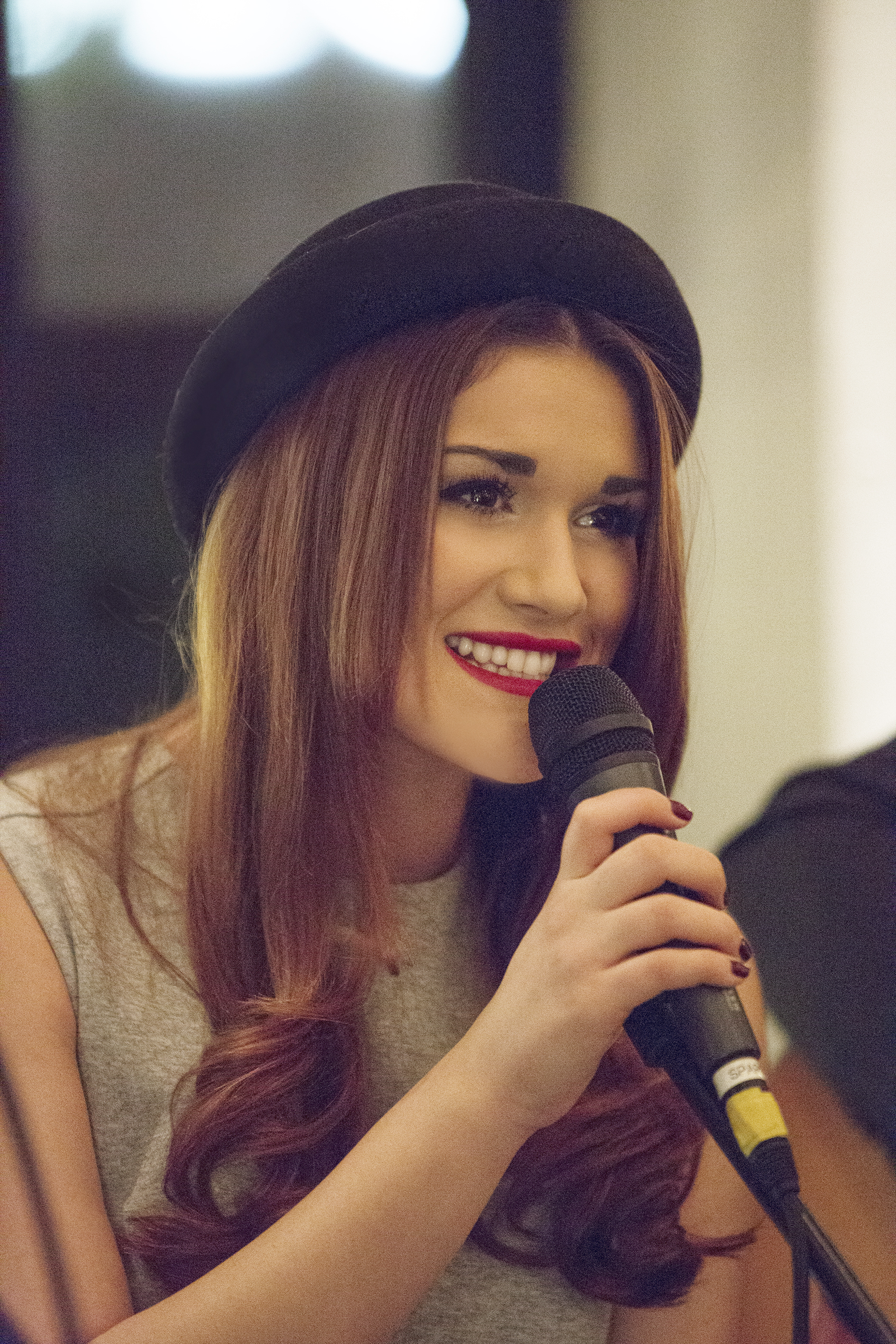
Selina Herrero Nuñez, Januar 2014

Selina Herrero Nuñez (* 28. Mai 1993 in Mainz) ist eine deutsche Sängerin spanischer Abstammung. Zwischen 2010 und 2012 war sie Mitglied von Queensberry; seit ihrem Ausscheiden ist sie wieder als Gast- und Solosängerin tätig.

## Leben
Mit 13 Jahren traf sie mit den Musikproduzenten Kay D. und Rob Tyger zusammen. Als erste Single erschien Don’t Be Shy, welche sich auf Platz 68 in den deutschen Single-Charts platzierte. Ihre zweite Single You Can’t Stop Me erschien am 1. August 2008. Die Single thematisiert die Problematik von Mobbing unter Mitschülern. Selina Herrero hat nach eigenen Aussagen selbst unter solchen Attacken gelitten.
Im Juli 2010 wurde sie Mitglied der Girlgroup Queensberry und trat zusammen mit Ronja Hilbig die Nachfolge von Antonella Trapani und Victoria Ulbrich an, die aus privaten Gründen die Band verlassen haben. Vor ihrem Einstieg bei Queensberry besuchte Herrero das Gymnasium am Römerkastell in Bad Kreuznach (Rheinland-Pfalz). Wegen der Band hat sie die Schule vorerst nach der 11. Klasse abgebrochen. Im April 2012 verließ sie die Girlgroup, um sich wieder auf ihre Schulausbildung zu konzentrieren.
Zusammen mit den SpaceBoyz aus Hamburg veröffentlichte sie im Juli 2013 die Single Turn It Up, ein Hip-Hop-Stück mit Dance-Einflüssen und dem dazugehörigen Remix Crash The Party. Auf dem im August 2013 veröffentlichte Debüt-Album Here We Come der SpaceBoyz ist sie zudem als Gastsängerin bei dem Lied Happy Birthday  zu hören.
Im Mai 2025 veröffentlichte Selina Nunez den spanischen Song "Viva la Vida".
Als Backgroundsängerin unterstützt sie Giovanni Zarrella  bei seiner „Giovanni Zarrella live mit Band - Eine italienische Sommernacht Open Air Tour 2025“.

## Diskografie
Für die Diskografie von Queensberry siehe Queensberry/Diskografie.

### Singles
Solo als Selina Herrero:
- 2008: Don’t Be Shy
- 2008: You Can’t Stop Me

Solo als Selina Nunez:
- 2021: Nur wir
- 2025: Viva la Vida
- 2025: Baila Mi Corazon

Mit den SpaceBoyz:
- 2013: Turn It Up – SpaceBoyz feat. Selina Nunez
- 2013: Crash the Party – SpaceBoyz feat. Selina Nunez & Nitro
- 2013: Making Youtube Money – Bullshit TV feat. SpaceBoyz & Selina Nunez
- 2013: Offensichtlich gescheitert – Mapache feat. Selina Nunez
- 2014: Fighters for Life – SpaceBoyz + Selina Nunez